# هانس ریشتر (رهبر ارکستر)
هانس ریشتر (آلمانی: Hans Richter؛ ‏ ۲ ژوئن ۱۸۴۳ – ۵ دسامبر ۱۹۱۶) که با نامِ یانوش ریشتر (مجاری: János Richter) موسیقی‌دان و رهبر ارکستر اهل اتریش-مجارستان بود.
پدر او یک رهبر ارکستر محلی و مادرش خوانندهٔ اپرا بود. هانس دانش‌آموختهٔ دانشگاه موسیقی و هنرهای نمایشی وین بود و ارتباط نزدیکی با ریشارد واگنر داشت؛ به نحوی که در سال ۱۸۷۶ میلادی، او نخستین رهبرِ ارکستری بود که نسخهٔ کاملِ حلقه نیبلونگ را در تالار اپرای بایرویت اجرا کرد.
این جمله طعنه‌آمیز که گفته می‌شود او به یکی از نوازندگان ارکستر کاونت گاردن گفته، هنوز گاهی نقل می‌شود: «نوازندگی افتضاحت را شاید یک بار، یا شاید دو بار تحمل کنم؛ اما اینکه همیشه گه‌گاه این‌طور بزنی؟ به خدا، هرگز!»